# 县尉
縣尉是中國古代地方職官名。與縣丞同為古時縣令（或縣长）的首要辅佐官吏，权责一般包括抓捕賊盜、维护治安等“武职”。相當於現今的縣警察局長。

## 简述
縣尉的設置始於秦汉。依縣之大小，縣尉的數量不一，大县可能有两个尉，而西汉的长安，东汉、西晋的洛阳與东晋的建康等京县都设四个尉。隋唐時都曾一度改稱縣正，後又恢復。
县尉職位虽然低，但在唐代許多科舉出身的士大夫常要先經過擔任此官才能進一步晉陞，在許多唐詩中所稱少府常即是指縣尉。唐朝留下脍炙人口的《游子吟》作者孟郊就是溧阳县尉。
明清時，罷尉改置典史、巡檢等，代其職。

## 另見
- 縣官

## 延伸阅读
《欽定古今圖書集成·明倫彙編·官常典·縣尉部》，出自陈梦雷《古今圖書集成》| 小作品圖示 | 这是一篇關於政府官制演進的小作品。您可以编辑或修订扩充其内容。 |